# Consulat général de France à Milan
Le consulat général de France à Milan est une représentation consulaire de la République française en Italie. Il est situé via della Moscova, à Milan, en Lombardie.

## Titulaires
- 1958–? : Jean Soutou
- 1961-1962 : André Guibaut
- 1962–1967 : Philiple de Luze
- 1967–? : Gérard Amanrich
- 1986-1990 : Jean-Paul Barré
- 1990-1994 : Olivier de La Baume
- 1994-1997 : Jacques Warin
- 1997-2000 : Jean-Marie Momal
- 2000-2003 : Alain Rouillard
- 2003-2006 : Renaud Lévy
- 2006-2010 : Jean-Michel Despax
- 2010-2015 : Joël Meyer
- 2015-2017 : Olivier Brochet
- 2017-2021 : Cyrille Rogeau (d)
- 2021- : François Revardeaux